# تكلفة انخفاض القيمة
يجب أن يتم تضمين تكلفة انخفاض القيمة ضمن النفقات عندما تتجاوز القيمة الدفترية للموجودات الثابتة المبلغ القابل للاسترداد. ويعني انخفاض قيمة الأصول قلة جودتها أو مقدار قوتها أو قيمتها. والموجودات الثابتة، والتي يشار إليها غالبًا بالاختصار PPE، تشير إلى الأصول ذات العمر الطويل، مثل المباني والأراضي والمعدات والآلات، وأغلب الظن أن تعاني هذه الأصول من انخفاض في القيمة، وهو ما يمكن أن ينجم عن عدة عوامل. في نظام التقارير المالية الدولي (IFRS)، يتم حساب تكلفة انخفاض القيمة بطريقتين:
- نموذج الخسارة المتكبدة،
- نموذج الخسارة المتوقعة

## نموذج الخسارة المتكبدة
في نموذج الخسارة المتكبدة، تتم الإشارة إلى انخفاض قيمة الاستثمارات عندما لا يوجد ضمان مقبول بأن التدفقات النقدية المستقبلية المقترنة بها يمكن تجميعها سواء بشكل كامل أو عند استحقاقها. وتبحث الشركات عن أدلة يمكن أن تشير إلى انخفاض القيمة، وتشتمل تلك الأحداث المسببة أن يكون الكيان:
- يعاني من صعوبات مالية كبيرة،
- تخلف أو تأخر عن سداد مدفوعات الفائدة أو المدفوعات الأساسية،
- يحتمل أن يخضع لعملية إعادة هيكلة مالية كبرى أو إشهار إفلاسه، أو
- موجود في سوق تعاني من تغييرات اقتصادية سلبية ضخمة.

### حساب تكلفة انخفاض القيمة
وفي حالة تواجد مثل هذا الدليل، فإن الخطوة التالية تتمثل في تقدير المبلغ الذي يمكن استرداده من الاستثمارات. وبالتالي، يمكن حساب تكلفة انخفاض القيمة باستخدام الصيغة التالية:
تكلفة انخفاض القيمة = المبلغ القابل للاسترداد - القيمة الدفترية
يتم تعريف القيمة الدفترية على أنها قيمة الأصل المعروضة في الميزانية العمومية. والمبلغ القابل للاسترداد هو القيمة الأعلى بين القيمة المستقبلية للشركة أو المبلغ الذي يمكن أن يباع به، ناقص أي تكاليف معاملات.

## نموذج الخسارة المتوقعة
في نموذج الخسارة المتوقعة، يتم عمل تقديرات التدفقات النقدية المستقبلية المستخدمة لتحديد القيمة الحالية للاستثمار على أساس مستمر، ولا تعتمد على حدث مسبب لكي يتم عملها. ورغم أنه قد لا يوجد دليل موضوعي يشير إلى تكبد تكلفة انخفاض قيمة، يمكن أن تشير توقعات التدفقات النقدية إلى حدوث تغييرات في مخاطر الائتمان. وفي نموذج الخسارة المتوقعة، يتم خصم هذه التدفقات النقدية المنقحة المتوقعة بنفس معدل الفائدة الساري المستخدم عندما تم الاستحواذ على الصك في البداية، وبالتالي، يتم الحفاظ على قياس قائم على التكلفة. ويتم حساب تكلفة انخفاض القيمة بنفس طريقة نموذج الخسارة المتكبدة.

## مثال
على سبيل المثال، لنفترض أن شركة ما لديها استثمار في أسهم الشركة أ بقيمة دفترية مقدارها 37.500 دولار أمريكي. فإذا انخفضت القيمة السوقية للأسهم إلى 33.000 دولار أمريكي، فإن ذلك يشير إلى حدوث تكلفة انخفاض قيمة مقدارها 4.500 دولار أمريكي. وبالتالي، يمكن حساب تكلفة انخفاض القيمة كما يلي:
{\displaystyle \$37500-\$33000=\$4500}
يتم تسجيل ذلك على أنه خسارة بمقدار 4.500 دولار أمريكي في بيان الدخل.
باستخدام نظام حسابات الديون والائتمانات، يكون هناك دين في حساب تكلفة انخفاض القيمة، بينما يكون هناك رصيد دائن في حساب الاستثمار. ويعني ذلك أنه يتم الوفاء بمبدأ نظام القيد المزدوج.
الدين: تكلفة انخفاض القيمة 4.500 دولار أمريكي
الائتمان: استثمار 4.500 دولار أمريكي

### التأثير على الاهتلاك
لحساب الاهتلاك للأصل، يتم أخذ قيمة الأصل الثابت الجديدة في الاعتبار. وإذا تابعنا المثال السابق، لنفترض أننا نستخدم الاهتلاك المباشر بقيمة 20%، فإن الاهتلاك يكون:
{\displaystyle \$33000*0.2=\$6600}
وبالتالي، تكون هناك تكلفة قليلة على الاهتلاك عما إذا تم استخدام قيمة الأصل الثابتة الأصلية.

## الزيادات التالية في قيمة الأصل
ويلزم عكس تأثير تكاليف انخفاض القيمة للاستثمارات في صكوك الدين، إلا أنه لا يسمح بهذا العكس في نظام التقارير المالية الدولي لأي تغييرات في انخفاض القيمة تتم ملاحظتها في صافي الدخل لصكوك حق المساهم المحسوبة في الدخل الشامل الآخر (OCI)، ومع ذلك، يتم الاعتراف بالتغييرات التالية في القيمة العادلة لاستثمار حق المساهم في الدخل الشامل الآخر (OCI).